# Apple TV (application)
Pour les articles homonymes, voir Apple TV.
TV, également connue sous le nom d'Apple TV, est un logiciel de lecture multimédia d'Apple permettant de regarder des séries, des films, des courts métrages, ou encore des documentaires en passant notamment par les Apple TV Channels, ou les achats iTunes. Sur les iPhone, iPad, iPod Touch et Apple TV, il peut également synchroniser et accéder au contenu des applications liées d'autres services de vidéo à la demande.
L'application a été lancée aux États-Unis en décembre 2016 pour les appareils Apple iOS et tvOS et a été déployée dans d'autres pays à partir de la fin de 2017, dont la France. Au cours de 2019 et 2020, l'application a été introduite sur Mac, et fut progressivement complété avec certaines fonctionnalités.
Après 2015, les appareils Roku, Amazon Fire, et certains modèles de téléviseurs connectés (notamment des modèles Samsung, LG webOS et Vizio SmartCast). Par la suite certains nouveaux modèles de téléviseurs Sony devient compatibles depuis octobre 2020,,,,.
Le contenu de l'application TV peut également être diffusé via le protocole AirPlay 2 d'Apple depuis un appareil prenant en charge l'application TV vers des téléviseurs intelligents supportant le protocole AirPlay 2.

## Plateformes

### Versions iOS, tvOS et iPadOS

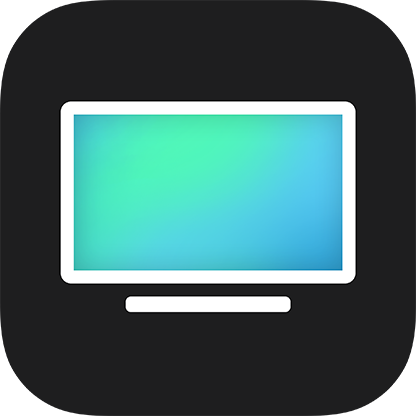
L'icône de l'app TV de décembre 2016 à mars 2019

L'application TV a été annoncée lors d'un événement Apple le 27 octobre 2016 et a été lancée aux États-Unis le 12 décembre 2016 avec iOS 10.2 et tvOS 10.1, remplaçant l'application «Vidéos» dans les versions antérieures d'iOS. L'application regroupe les émissions de télévision et les films de l'iTunes Store avec le contenu des applications partenaires installées sur les iPhones et Apple TV et peut suivre la progression sur les appareils en utilisant le même identifiant Apple.
L'application contenait à l'origine cinq sections : « Regarder », « Sports », « Bibliothèque », « Store » et « Rechercher »,.

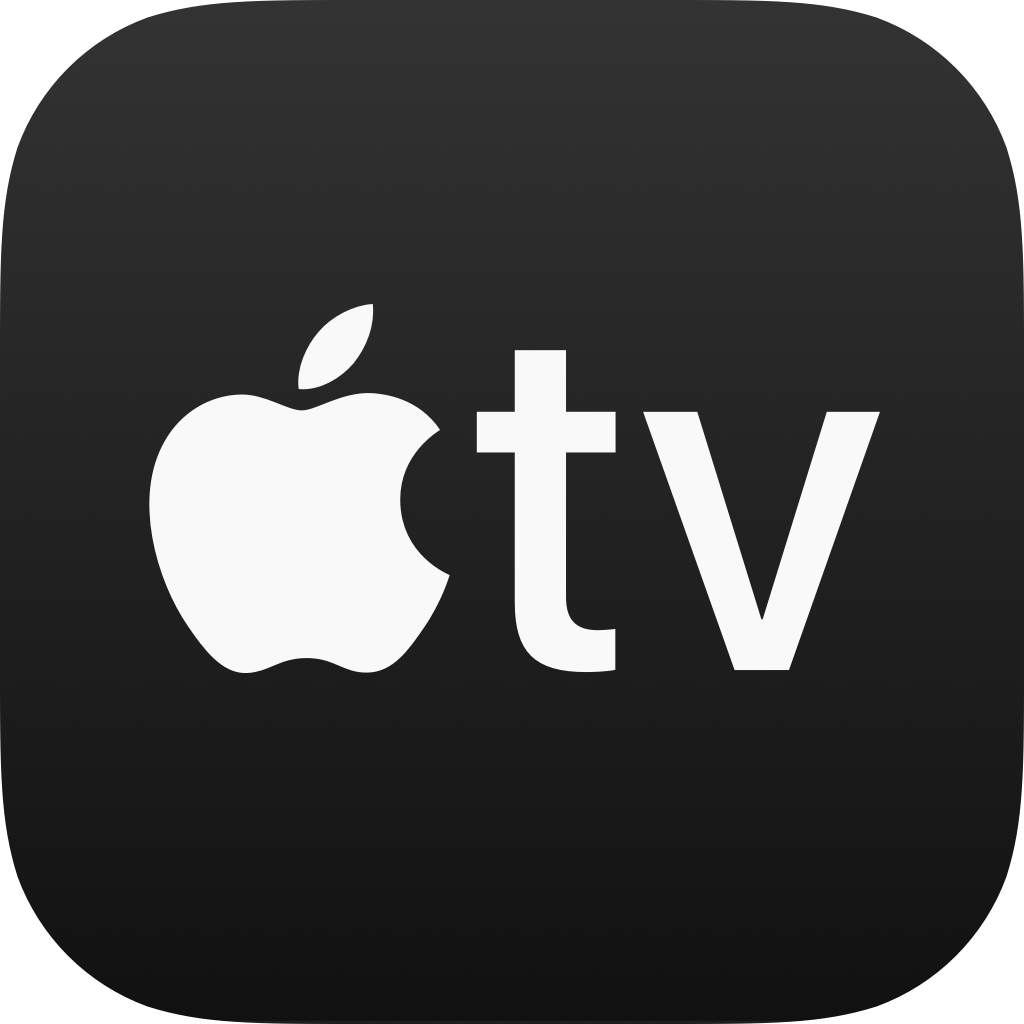
Logo de l'application depuis 2019

L'application TV d'Apple prend en charge la 4K, le Dolby Atmos, le Dolby Vision et l'HDR10 depuis l'Apple TV 4K de première génération. Le Dolby Vision et l'HDR10 sont également pris en charge sur les modèles d'iPad Pro et d'iPhone sortis en 2017 ou plus tard, le Dolby Atmos est quant à lui disponible sur les modèles iPad Pro et iPhone depuis 2018.
L'application TV a fait l'objet d'une refonte majeure à la suite de l'événement Apple de mars 2019, qui l'a recentrée en tant que plaque tournante du streaming vidéo distribué par Apple. La nouvelle version a ajouté la prise en charge des chaînes Apple TV et a lancé une nouvelle icône similaire à l'icône du matériel Apple TV, remplaçant l'icône précédente ressemblant à un téléviseur, ce changement fit disparaitre les sections « Sports » et « Store ».
L'image dans l'image et la mise en place de plusieurs identifiants Apple ont été ajoutés dans tvOS 13 et est pris en charge à partir de la quatrième génération d'Apple TV et plus récentes,. Dans le même temps, l'application est disponible sur le nouvel système d'exploitation des iPads, iPadOS.
En décembre 2021, avec l'arrivée d'iOS 15.2 et tvOS 15.2, l'application retrouve sa section « Store » ou « Boutique » mais cette fois divisé en deux sous-sections, « Films » et « TV et Séries », cette sections est dédiée à l'achat ou la location de contenus. La version iPadOS va également voir arriver cette nouvelle section, mais va voir arriver une nouvelle interface de navigation avec les menus sur la gauche (repliables), ainsi on retrouve les sections « Regarder », « Originals » et « Rechercher », suivie de la nouvelle section « Store » divisé « Films » et « TV et Séries », et la section « Bibliothèque » également divisé en sous-sections selon vont téléchargements et achats / locations,,.

### Version macOS
L'application TV est sortie avec macOS Catalina le 7 octobre 2019 en tant que l'une des trois applications créées pour remplacer iTunes,. Elle prend en charge le Dolby Atmos, le Dolby Vision et l'HDR10 sur les MacBook sortis en 2018 et après, tandis que la lecture 4K HDR est prise en charge sur l'iMac Pro et les autres Mac sortis depuis 2018 lorsqu'ils sont connectés à un écran compatible.
En décembre 2021 la section « Store » divisé « Films » et « TV et Séries » vient s'ajouter aux sections « Regarder », « TV+ » et « Bibliothèque ».

### Appareils non Apple
Apple a annoncé en janvier 2019 que l'application TV serait disponible pour la première fois sur des plates-formes ne lui appartenant pas,. La décision de s'étendre à d'autres plates-formes est notamment liée aux efforts d'Apple pour augmenter ses revenus provenant des services de contenus vidéos en étant plus largement accessible au public.
Les premiers produits à intégrer l'application furent les appareils Roku avec la plate-forme Roku TV le 15 octobre 2019,[source insuffisante], et dix jours plus tard les Amazon Fire TV, bien que limité aux appareils Fire TV sortis en 2016 ou ultérieures,, ce qui est assez surprenant étant donné que ces types d'appareils sont des concurrents des Apple TV.
L'application a été lancée sur certains téléviseurs Samsung le 13 mai 2019,[source insuffisante],. Elle est par la suite lancée sur la plate-forme LG webOS le 3 février 2020. Elle fut ajoutée à la plate-forme Vizio SmartCast le 8 septembre 2020.
L'application a également été lancée sur certains modèles de téléviseurs Android Sony Bravia 2020, le 14 octobre 2020. Le 16 décembre 2020, Google a annoncé que la version Android TV de l'application serait largement disponible sur d'autres appareils exécutant Android TV, à commencer par le Chromecast avec Google TV au début de 2021[source insuffisante].
Dans sa démarche Apple a également lancé son application sur les consoles, ainsi, elle est disponible sur la PlayStation 4 et 5, de même que sur la Xbox One et les Xbox Series en novembre 2020.
Les fonctionnalités disponibles via l'application sur les appareils non Apple sont plus limitées que celles sur les appareils Apple, comme le manque de prise en charge de Dolby Atmos et Dolby Vision, mais des mises à jour supplémentaires ont diminué ses différences au fil du temps,,.
L'application est lancée sur Android TV en juin 2021, cependant, elle n'est pas forcément disponible sur les box d'opérateurs français fonctionnant sous Android TV,,.

## Contenu disponible

### Apple TV+

Logo d'Apple TV+

L'application TV d'Apple est l'un des deux portails (avec le site web) pour accéder au service Apple TV+, contenant tous les programmes Apple Originals, pour cause, le service à son espace dédié au sein de l'application.

### Apple TV Channels
Apple TV Channels, ou les chaînes Apple TV est un service qui propose de s'abonner à des services de vidéos à la demande à partir de l'application TV,.

### iTunes Store
L'application intègre l'aspect vidéo de l'iTunes Store, ce qui permet de louer ou d'acheter des films, des séries ou des courts-métrages depuis ses appareils Apple, cependant, les appareils non Apple ne peuvent que diffuser le contenu loué ou acheté sur l'iTunes Store.
La section « Store » disparu en mars 2019, revient en décembre 2021.

### Les applications de vidéo liés
Les versions de l'application TV sur iOS, iPadOS, et tvOS peuvent intégrer et suivre la progression de visionnage du contenu des applications de vidéo à la demande prises en charges et installées sur l'appareil utilisé, le suivi de lecture peut être synchronisé avec tous les appareils Apple utilisant le même identifiant Apple.
Seul le contenu des services Apple (locations, achats et Apple TV Channels) s'ouvre dans l'application TV, pour les autres contenus, il ouvrira automatiquement l'application liée. 
| Application                    | Éditeur(s) / Propriétaire(s)                |
| ------------------------------ | ------------------------------------------- |
| Apple Music                    | Apple                                       |
| arte                           | Arte                                        |
| Classix                        | Brian Coleman                               |
| Disney+                        | The Walt Disney Company                     |
| e-cinéma.com - Cinéma en ligne | e-cinéma.com                                |
| france•tv                      | France Télévisions                          |
| Garage                         | Madman Entertainment Pty Ltd                |
| Hopster : Dessins Animés, Jeux | Hopster                                     |
| Molotov - TV en direct, replay | Molotov                                     |
| MUBI                           | MUBI                                        |
| MUTV - Manchester United TV    | Manchester United FC                        |
| myCANAL                        | Groupe Canal+                               |
| OCS                            | Orange et Groupe Canal+                     |
| Okoo                           | France Télévisions                          |
| Prime Video                    | Amazon                                      |
| Red Bull TV                    | Red Bull                                    |
| SALTO                          | France Télévisions, Groupe TF1 et Groupe M6 |
| StarzPlay                      | Starz Entertainment LLC                     |
| Viki : séries & films d'Asie   | ViKi Inc.                                   |

## Historique des lancements
L'application TV d'Apple fut lancé progressivement dans le monde, en commençant par les États-Unis en 2016, suivi de 7 autres pays en 2017 (dont la France), puis un fort déploiement eu lieu dans le monde en 2019.
| Région                  | Date              | Ref.                  |
| ----------------------- | ----------------- | --------------------- |
| États-Unis              | 12 décembre 2016  | ,                     |
| Australie               | 19 septembre 2017 | [ 49 ]                |
| Canada                  | 19 septembre 2017 | [ 49 ]                |
| Norvège                 | 31 octobre 2017   | [ 50 ]                |
| Suède                   | 31 octobre 2017   | [ 50 ]                |
| France                  | 8 décembre 2017   | [ 51 ]                |
| Allemagne               | 8 décembre 2017   | [ 51 ]                |
| Royaume-Uni             | 8 décembre 2017   | [ 51 ]                |
| Brésil                  | 30 mars 2018      | [ 52 ]                |
| Mexique                 | 30 mars 2018      | [ 52 ]                |
| 90 pays supplémentaires | 13 mai 2019       | [source insuffisante] |